# Internazionali BNL d'Italia 2011
Giải quần vợt Ý Mở rộng 2011 (hay Rome Masters 2011 và tiêu đề tài trợ Internazionali BNL d'Italia 2011) là một giải quần vợt, diễn ra trên sân đất nện ngoài trời tại Foro Italico ở Rome, Ý. Đây là mùa giải thứ 68 của sự kiện và được phân loại là sự kiện ATP World Tour Masters 1000 trong ATP World Tour 2011 và một sự kiện Premier 5 trong WTA Tour 2011. Giải diễn ra từ 9 đến 15 tháng 5 năm 2011.

## Điểm và tiền thưởng

### Điểm
| Stage                | Đơn nam | Đôi nam | Đơn nữ | Đôi nữ |
| -------------------- | ------- | ------- | ------ | ------ |
| Vô địch              | 1000    | 1000    | 900    | 900    |
| Á quân               | 600     | 600     | 620    | 620    |
| Bán kết              | 360     | 360     | 395    | 395    |
| Tứ kết               | 180     | 180     | 225    | 225    |
| 1/16                 | 90      | 90      | 125    | 125    |
| 1/32                 | 45      | 10      | 70     | 1      |
| 1/64                 | 10      | –       | 1      | –      |
| Qualifier            | 25      | –       | 30     | –      |
| Qualifying Finalist  | 14      | –       | 20     | –      |
| Qualifying 1st round |         | –       | 1      | –      |

### Tiền thưởng
| Stage                  | Đơn nam  | Đôi nam  | Đơn nữ   | Đôi nữ   |
| ---------------------- | -------- | -------- | -------- | -------- |
| Vô địch                | €438.000 | €134.500 | €350.000 | €100.000 |
| Á quân                 | €205.000 | €63.400  | €175.000 | €50.000  |
| Bán kết                | €104.400 | €32.000  | €87.500  | €25.000  |
| Tứ kết                 | €53.500  | €16.400  | €40.000  | €12.500  |
| 1/16                   | €27.750  | €8.540   | €20.000  | €6.250   |
| 1/32                   | €14.635  | €4.550   | €10.275  | €3.170   |
| 1/64                   | €7.715   | –        | €5.400   | –        |
| Final round qualifying | €1.820   | –        | €2.900   | –        |
| First round qualifying | €900     | –        | €1.500   | –        |

## Vận động viên ATP

### Hạt giống
| Quốc gia | Tay vợt            | Xếp hạng1 | Hạt giống |
| -------- | ------------------ | --------- | --------- |
| ESP      | Rafael Nadal       | 1         | 1         |
| SRB      | Novak Djokovic     | 2         | 2         |
| SUI      | Roger Federer      | 3         | 3         |
| GBR      | Andy Murray        | 4         | 4         |
| SWE      | Robin Söderling    | 5         | 5         |
| ESP      | David Ferrer       | 6         | 6         |
| CZE      | Tomáš Berdych      | 7         | 7         |
| AUT      | Jürgen Melzer      | 8         | 8         |
| ESP      | Nicolás Almagro    | 9         | 9         |
| FRA      | Gaël Monfils       | 10        | 10        |
| Hoa Kỳ   | Mardy Fish         | 11        | 11        |
| Hoa Kỳ   | Andy Roddick       | 12        | 12        |
| RUS      | Mikhail Youzhny    | 13        | 13        |
| SUI      | Stanislas Wawrinka | 14        | 14        |
| SRB      | Victor Troicki     | 15        | 15        |
| FRA      | Richard Gasquet    | 16        | 16        |

- Bảng xếp hạng tính đến ngày 2 tháng 5 năm 2011.

### Vận động viên khác
Đặc cách:
- Simone Bolelli
- Fabio Fognini
- Potito Starace
- Filippo Volandri

Vượt qua vòng loại:
- Igor Andreev
- Pablo Cuevas
- Victor Hănescu
- Łukasz Kubot
- Paolo Lorenzi
- Kei Nishikori (withdrawn)
- Pere Riba

Thua cuộc may mắn:
- Adrian Mannarino
- Jarkko Nieminen
- Carlos Berlocq

### Bỏ cuộc
Bỏ cuộc:
- Ivan Dodig (thi đấu ở Zagreb Challenger instead)
- Ernests Gulbis (withdrew due to respiratory problems)[10]
- Janko Tipsarević (bỏ cuộc vì chấn thương chân phải)[11]
- David Nalbandian (withdrew due to illness)[12]
- Tommy Robredo
- Gaël Monfils (withdrew due to sickness)[13]
- David Ferrer (withdrew due to illness)[10]

## Vận động viên WTA

### Hạt giống
| Quốc gia   | Tay vợt                  | Xếp hạng1 | Hạt giống |
| ---------- | ------------------------ | --------- | --------- |
| Denmark    | Caroline Wozniacki       | 1         | 1         |
| Italy      | Francesca Schiavone      | 4         | 2         |
| Belarus    | Victoria Azarenka        | 5         | 3         |
| Trung Quốc | Li Na                    | 6         | 4         |
| Serbia     | Jelena Janković          | 7         | 5         |
| Australia  | Samantha Stosur          | 8         | 6         |
| Nga        | Maria Sharapova          | 9         | 7         |
| Poland     | Agnieszka Radwańska      | 11        | 8         |
| Pháp       | Marion Bartoli           | 12        | 9         |
| Israel     | Shahar Pe'er             | 13        | 10        |
| Nga        | Svetlana Kuznetsova      | 14        | 11        |
| Đức        | Andrea Petkovic          | 15        | 12        |
| Serbia     | Ana Ivanovic             | 17        | 13        |
| Estonia    | Kaia Kanepi              | 19        | 14        |
| Italy      | Flavia Pennetta          | 20        | 15        |
| Nga        | Anastasia Pavlyuchenkova | 21        | 16        |

- Bảng xếp hạng tính đến ngày 2 tháng 5 năm 2011.

### Vận động viên khác
Đặc cách:
- Alberta Brianti
- Corinna Dentoni
- Romina Oprandi

Vượt qua vòng loại:
- Polona Hercog
- Varvara Lepchenko
- Christina McHale
- Anabel Medina Garrigues
- Arantxa Parra Santonja
- Tamira Paszek
- Anastasia Rodionova
- Chanelle Scheepers

Thua cuộc may mắn:
- Angelique Kerber
- Zheng Jie

### Bỏ cuộc
Bỏ cuộc:
- Kim Clijsters (torn ligaments, right ankle)[14]
- Dominika Cibulková (chất thương bụng trái)
- Julia Görges (lower back injury)
- Anna Chakvetadze (withdrew due to sickness)
- Ágnes Szávay (lower back injury)
- Serena Williams (pulmonary embolism)[14]
- Venus Williams (torn abdominal)[14]

## Nhà vô địch

### Đơn nam
Novak Djokovic đánh bại  Rafael Nadal, 6–4, 6–4
- It was Djokovic's 7th title của year and 25th of his career. It was his 39th consecutive match win. It was his 2nd title ở Rome, also winning in 2008. It was his 4th Masters của year and 9th of his career.[1]

### Đơn nữ
Maria Sharapova đánh bại  Samantha Stosur, 6–2, 6–4
- It was Sharapova's 1st title của year and 23rd of her career.

### Đôi nam
John Isner /  Sam Querrey đánh bại  Mardy Fish /  Andy Roddick, w/o

### Đôi nữ
Peng Shuai /  Zheng Jie đánh bại  Vania King /  Yaroslava Shvedova, 6–2, 6–3